# Le Carnaval de Venise (Campra)
Pour les articles homonymes, voir Le Carnaval de Venise.
Le Carnaval de Venise est un opéra-ballet en un prologue et trois actes, composé par André Campra. Le livret est de Jean-François Regnard. Il fut représenté la première fois à l'Académie royale de musique le 28 février 1699.

## Argument
L'action se déroule à Venise au moment du carnaval.

### Prologue
Une salle où l'on doit donner un spectacle : tout y est encore en désordre, le lieu est plein de morceaux de bois et de décorations imparfaites ; on voit quantité d'ouvriers qui travaillent pour tout remettre en état
Un Ordonnateur presse les ouvriers de préparer les lieux. Minerve descend pour participer à une fête, et s'étonne du désordre. Minerve décide de s'employer elle-même à préparer la fête en faisant appel aux Divinités des Arts. La Musique, la danse, la Peinture et l'architecture arrivent avec leur suite et élèvent un théâtre magnifique. Minerve convie le chœur à célébrer un Roi plein de gloire, et à déployer le spectacle d'une fête à Venise.

### Acte I
La Place Saint-Marc
Léonore se reproche d'avoir avoué à Léandre son amour pour lui, car elle le trouve moins empressé. Elle craint également la rivalité d'Isabelle. Celle-ci lui avoue aimer un jeune étranger. Léonore lui confie qu'elle également est aimée d'un jeune étranger. Elles découvrent qu'il s'agit dans les deux cas de Léandre, et chacune pense être trompée avec l'autre. Léandre, confrontée aux deux jeunes Vénitiennes, ne sait laquelle choisir. Il finit par se décider en faveur d'Isabelle, provoquant le désir de vengeance de Léonore.
Une troupe de Bohémiens, d'Arméniens et d'Esclavons vient sur la place St Marc avec des guitares. Ils chantent en italien et dansent.
Léandre confirme à Isabelle combien il est attiré par elle. Isabelle fait état de ses craintes à propos de Léonore, mais Léandre la rassure sur sa fidélité.

### Acte II
La Salle des Réduits, à Venise, lieu destiné au Jeu pendant le Carnaval
Rodolphe, noble Vénitien, amoureux d'Isabelle, est déchiré entre l'amour et la jalousie. Léonore vient confirmer ses soupçons, et lui annonce qu'elle-même a été trompée par Léandre. Tous deux décident de se venger.
La Fortune paraît, suivie d'une troupe de joueurs de toutes nations
La nuit. Une vue de plusieurs palais et balcons
Rodolphe s'est posté pour espionner son rival. Léandre arrive, accompagné d'une troupe de musiciens pour donner la sérénade à Isabelle. Léandre et les musiciens chantent un trio italien. Isabelle répond en chantant de son balcon. À ce spectacle, la colère et le désir de vengeance de Rodolphe redoublent. Isabelle, croyant parler à Léandre, exhale sa haine pour son ancien amant jaloux. Rodolphe se montre et supplie Isabelle qui le repousse. Resté seul, Rodolphe prépare sa vengeance.

### Acte III
Une place de Venise, environnée de palais magnifiques, vers où convergent des canaux couverts de gondoles
Léonore est partagée entre son amour et le désir de vengeance. Rodolphe vient lui annoncer qu'il a tué son rival. Léonore regrette d'avoir succombé à la jalousie. Elle repousse Rodolphe avec horreur. Rodolphe se décide à annoncer lui-même à Isabelle la mort de Léandre.
Divertissement de Catelans et de Barquerolles, avec fifre et tambourin. Les Catelans, ayant vaincu les Nicolotes, témoignent leur joie en dansant.
Isabelle a appris la mort de Léandre et se lamente. Elle décide de se percer le cœur d'un stylet, mais survient Léandre qui arrête son geste. Léandre explique que le tueur à gages qui devait le tuer s'est trompé de cible. Tous deux se témoignent leur amour. Léandre lui propose de fuir en bateau pendant qu'on donne au théâtre la fable d'Orphée, puis un grand Bal.

### Divertissement (en italien): Orfeo n'ell inferno
On voit descendre un théâtre fermé d'une toile, avec ses spectateurs.
Le palais de Pluton
Pluton, averti de l'arrivée d'un mortel, alerte les divinités infernales. Il est saisi par le chant d'Orphée, qui lui demande de lui rendre Euridice. Pluton accepte à condition qu'il ne la regarde pas avant d'être sorti des Enfers. Euridice apparaît. À sa demande, Orphée la regarde. Les Démons les séparent à jamais.

### Divertissement: Le Bal
Une salle magnifique. Le carnaval paraît, conduisant une troupe de masques de diverses nations
Des Masques commencent à danser avec sérieux. Le Carnaval annonce qu'il veut un peu plus de fantaisie. Un char magnifique apparaît, tiré par des Masques comiques qui se joignent à la danse.